# Tiro ai Giochi della XXIX Olimpiade - Trap femminile

## Qualificazioni
| Posizione | Atleta               | Nazione        | 1  | 2  | 3  | Totale | Note |
| --------- | -------------------- | -------------- | -- | -- | -- | ------ | ---- |
| 1         | Zuzana Štefečeková   | Slovacchia     | 24 | 21 | 25 | 70     | Q    |
| 2         | Satu Mäkelä-Nummela  | Finlandia      | 24 | 23 | 23 | 70     | Q    |
| 3         | Elena Struchaeva     | Kazakistan     | 21 | 24 | 24 | 69     | Q    |
| 4         | Corey Cogdell        | Stati Uniti    | 23 | 23 | 23 | 69     | Q    |
| 5         | Daina Gudzinevičiūtė | Lituania       | 23 | 24 | 22 | 69     | Q    |
| 6         | Yukie Nakayama       | Giappone       | 22 | 23 | 22 | 67     | Q    |
| 7         | Deborah Gelisio      | Italia         | 20 | 23 | 23 | 66     |      |
| 8         | Susanne Kiermayer    | Germania       | 22 | 21 | 22 | 65     |      |
| 9         | Irina Laricheva      | Russia         | 20 | 22 | 22 | 64     |      |
| 10        | Nadine Stanton       | Nuova Zelanda  | 19 | 22 | 22 | 63     |      |
| 11        | Susan Nattrass       | Canada         | 22 | 23 | 18 | 63     |      |
| 12        | Liu Yingzi           | Cina           | 23 | 22 | 18 | 63     |      |
| 13        | Delphine Racinet     | Francia        | 18 | 20 | 24 | 62     |      |
| 14        | Stacy Roiall         | Australia      | 22 | 17 | 23 | 62     |      |
| 15        | Daniela Del Din      | San Marino     | 20 | 21 | 21 | 62     |      |
| 16        | Charlotte Kerwood    | Regno Unito    | 18 | 23 | 17 | 58     |      |
| 17        | Diane Swanton        | Sudafrica      | 18 | 21 | 18 | 57     |      |
| 18        | Pak Yong-hui         | Corea del Nord | 15 | 19 | 22 | 56     |      |
| 19        | Lee Bo-na            | Corea del Sud  | 21 | 15 | 19 | 55     |      |
| 20        | Gaby Diana Ahrens    | Namibia        | 18 | 14 | 20 | 52     |      |

Q Qualificata per la finale

## Finale
| Posizione | Atleta               | Nazione     | Qual. | Finale | Spareggio 3º posto | Spareggio 4º posto | Spareggio 5º posto | Totale |    |
| --------- | -------------------- | ----------- | ----- | ------ | ------------------ | ------------------ | ------------------ | ------ | -- |
|           | Satu Mäkelä-Nummela  | Finlandia   | 70    | 21     | 91                 |                    |                    |        | OR |
|           | Zuzana Štefečeková   | Slovacchia  | 70    | 19     | 89                 |                    |                    |        |    |
|           | Corey Cogdell        | Stati Uniti | 69    | 17     | 86                 | 1                  |                    |        |    |
| 4         | Yukie Nakayama       | Giappone    | 67    | 19     | 86                 | 0                  | 1                  |        |    |
| 5         | Daina Gudzinevičiūtė | Lituania    | 69    | 17     | 86                 | 0                  | 0                  | 2      |    |
| 6         | Elena Struchaeva     | Kazakistan  | 69    | 17     | 86                 | 0                  | 0                  | 1      |    |